# Bulbophyllum septatum
Bulbophyllum septatum là một loài phong lan thuộc chi Bulbophyllum.